# عبدالله حمدوک
عبدالله آدم حمدوک آدم (زاده ۱ ژانویه ۱۹۵۶) نخست‌وزیر سودان از ۲۱ اوت ۲۰۱۹ تاکنون است. پیش از این، وی معاون دبیرکل سابق کمیته اقتصادی آفریقا وابسته به سازمان ملل متحد بود. وی مدتی به عنوان اقتصاددان و کارشناس اصلاحات و مدیریت بخش دولتی و مدیریت نهادهای دمکراتیک و برگزاری انتخابات فعالیت داشته‌است. پس از انتقال قدرت از شورای نظامی انتقالی به شورای حاکمیت سودان، شورای حاکمیت حمدوک را در دوره انتقالی به عنوان نخستوزیر منصوب کرد. او در ۲۱ اوت ۲۰۱۹ سوگند یاد کرد. او در جریان کودتای نظامی ۲۵ اکتبر ۲۰۲۱ ربوده شد و به مکانی نامعلوم منتقل شد. وی مجدداً در ۲۱ نوامبر به عنوان نخست‌وزیر تعیین شد.

## تحصیلات
وی دوره کارشناسی اقتصاد کشاورزی را در دانشگاه خرطوم گذراند. سپس مدرک کارشناسی ارشد اقتصاد و دکترای همین رشته را از دانشکده مطالعات اقتصادی دانشگاه منچستر در انگلیس دریافت کرد.

## سوابق شغلی
عبدالله حمدوک از سال ۱۹۸۱ تا سال ۱۹۸۷ در وزارت دارائی سودان اشتغال داشت. سپس عازم زیمبابوه شد و تا سال ۱۹۹۵ در یک شرکت مشاوره خصوصی فعّالیت کرد. سپس در همین کشور به عضویت سازمان بین‌المللی کار درآمد و تا سال ۱۹۹۷ با این نهاد بین‌المللی همکاری کرد. پس از آن حدوداً به مدت چهار سال دربانک توسعه آفریقا درساحل عاج مشغول به کار شد. سپس به کمیته اقتصادی آفریقا وابسته به سازمان ملل متحد در آدیس آبابا پیوست و مسئولیت‌های متعددی از جمله معاونت دبیرکلی این سازمان را تجربه کرد.
حمدوک طی سالهای ۲۰۰۳ تا ۲۰۰۸، در مؤسسه بین‌المللی دموکراسی و کمک کننده در برگزاری انتخابات فعالیت داشت. پس از آن، از سال ۲۰۱۱ به عنوان کارشناس ارشد اقتصادی و معاون دبیرکل کمیته اقتصادی آفریقا به کار خود ادامه داد. سال ۲۰۱۶ بان کی مون دبیرکل وقت سازمان ملل متّحد وی را به عنوان معاون دبیر اجرایی کمیسیون اقتصادی سازمان ملل متّحد در آفریقا منصوب کرد.

## نخست‌وزیری
نام حمدوک سال ۲۰۱۹ طی اعتراضات مردم سودان که منجر به برکناری عمر البشیر از ریاست جمهوری این کشور شد به عنوان یکی از نامزدهای اصلی پست نخست‌وزیری تحت حاکمیت شورای نظامی به ریاست عبد الفتاح البرهان مطرح گردید. پس از انتقال قدرت از شورای نظامی انتقالی به شورای حاکمیت سودان، شورای حاکمیت حمدوک را در دوره انتقالی به عنوان نخستوزیر منصوب کرد. او در ۲۱ اوت ۲۰۱۹ سوگند یاد کرد. او در جریان کودتای نظامی ۲۵ اکتبر ۲۰۲۱ ربوده شد و به مکانی نامعلوم منتقل شد.
در ۲ ژانویه ۲۰۲۲، حمدوک در یک سخنرانی تلویزیونی استعفای خود را از نخست‌وزیری اعلام کرد و گفت که کشور در نقطه عطف خطرناکی قرار دارد و برگزاری یک میزگرد برای دستیابی به یک توافق جدید برای انتقال سیاسی سودان به دموکراسی مورد نیاز است. به گفته منابع، استعفای حمدوک به دلیل عقب‌نشینی ارتش از توافقنامه «عدم مداخله» صورت گرفت.